# Nilautama typica
Nilautama typica är en insektsart som beskrevs av William Lucas Distant 1908. Nilautama typica ingår i släktet Nilautama och familjen hornstritar. Inga underarter finns listade i Catalogue of Life.